# O Triunfo da Morte (Bruegel)
O Triunfo da Morte é uma pintura de Pieter Bruegel, o Velho de cerca de 1562. Está exposta no Museu do Prado de Madri desde 1827.